# Paumarí
Le paumarí est une langue arawane parlée dans l'État d'Amazonas au Brésil sur la rivière Purús, en Amazonie.

## Une langue menacée
Les Paumarís sont plusieurs centaines mais seuls les plus âgés d'entre eux parlent couramment la langue. Les plus jeunes ne sont que des locuteurs partiels, voire ne parlent plus que le portugais.

## Classification
Le paumarí est une des six langues connues qui forment la famille arawane.

## Phonologie
Les tableaux présentent les phonèmes du paumarí.

### Voyelles
|         | Antérieure | Centrale | Postérieure |
| ------- | ---------- | -------- | ----------- |
| Fermée  | i [i]      |          |             |
| Moyenne |            |          | o [o]       |
| Ouverte |            | a [a]    |             |

### Consonnes
|              |              | Bilabiale | Dentale | Rétrofl. | Palatale | Vélaire | Glottale |
| ------------ | ------------ | --------- | ------- | -------- | -------- | ------- | -------- |
| Occlusive    | Sourde       | p [p]     | t [t]   |          |          | k [k]   | ’ [ʔ]    |
| Occlusive    | Aspirée      |           | th [tʰ] |          |          | kh [kʰ] |          |
| Occlusive    | Sonore       | b [b]     | d [d]   |          |          | g [g]   |          |
| Occlusive    | Implosives   | ’b [ɓ]    | ’d [ɗ]  |          |          |         |          |
| Fricative    | Fricative    | f [f]     | s [s]   |          |          |         | h [h]    |
| Affriquée    | Sourde       |           |         |          | tʃ [t͡ʃ]  |         |          |
| Affriquée    | Sonore       |           |         |          | j [d͡ʒ]   |         |          |
| Nasale       | Nasale       | m [m]     | n [n]   |          |          |         |          |
| liquide      | liquide      |           | r [r]   | ɻ [ɻ]    |          |         |          |
| Semi-voyelle | Semi-voyelle | w [w]     |         |          |          |         |          |